# Muscat d'Alexandrie
Le muscat d'Alexandrie est un cépage de raisin blanc consommé en tant que raisin de table ou de cuve pour produire essentiellement des vins doux.

## Origine et répartition géographique

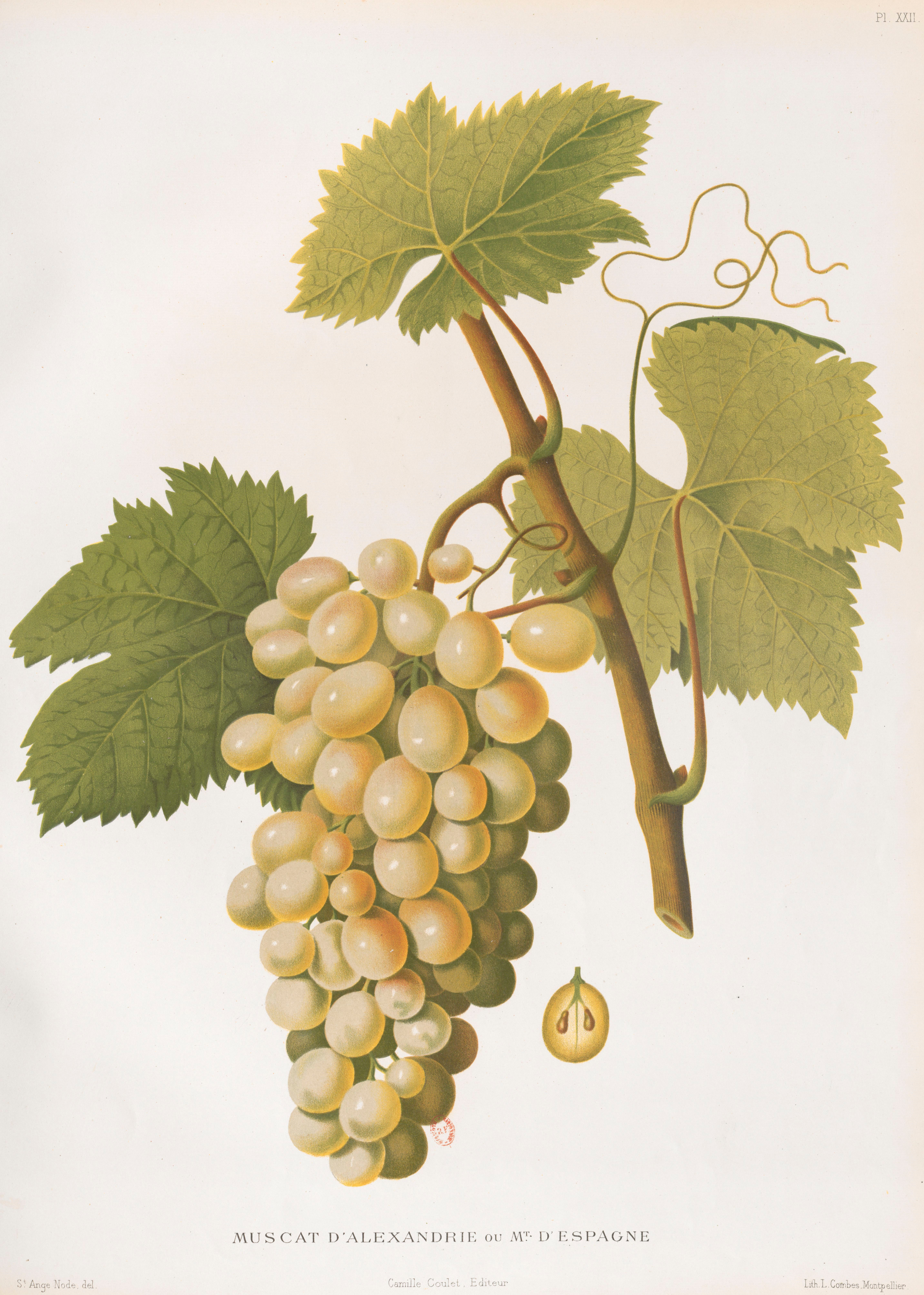
Lithographie du muscat d'Alexandrie.

### Origine
Originaire de Grèce, ou de Syrie (d'où son nom Autrichien de Damaszener Muskat, soit Muscat de Damas) le muscat d'Alexandrie est traditionnellement cultivé en treilles dans le Bassin-Méditerranéen depuis l'Antiquité.

### Répartition
La plantation de ce cépage atteint un total mondial d'environ 55 000 hectares, répartis dans une dizaine de pays majoritairement. En Australie on l'appelle "lexia" (diminutif d'Alexandrie). Il produit le Moscatel ou Moscatell d’Espagne (Moscatel de Paja-Rancio) et du Portugal (muscat de Setúbal ou moscatel de Setúbal) ainsi que le muscat de Sicile : DOC Moscato di Siracusa, moscato di Trentino, moscato di Noto mousseux et moscato di Pantelleria (passito ou mousseux).
- Chili avec une superficie plantée de 7 800 hectares (6 100 hectares pour le vin, 1 700 hectares pour le pisco).
- Maroc avec une superficie plantée de 5 000 hectares
- Australie avec une superficie plantée de 3 580 hectares
- Afrique du Sud avec une superficie plantée de 5 180 hectares
- France avec une superficie plantée de 2 980 hectares où il est notamment cultivé dans les Pyrénées-Orientales depuis plus de 2 000 ans. Il y rentre en outre dans la production de deux vins doux naturels : Muscat-de-rivesaltes (avec le muscat à petits grains) et Rivesaltes (avec le grenache blanc et gris et le macabeu).
- Espagne avec une superficie plantée de 2 530 hectares
- Grèce avec une superficie plantée de 2 100 hectares
- Turquie avec une superficie plantée de 2 000 hectares
- Italie avec une superficie plantée de 1 250 hectares, en DOC principalement le Moscato di Pantelleria.
- Portugal avec une superficie plantée de 1 100 hectares
- Tunisie avec une superficie plantée de 1 000 hectares

## Caractères ampélographiques

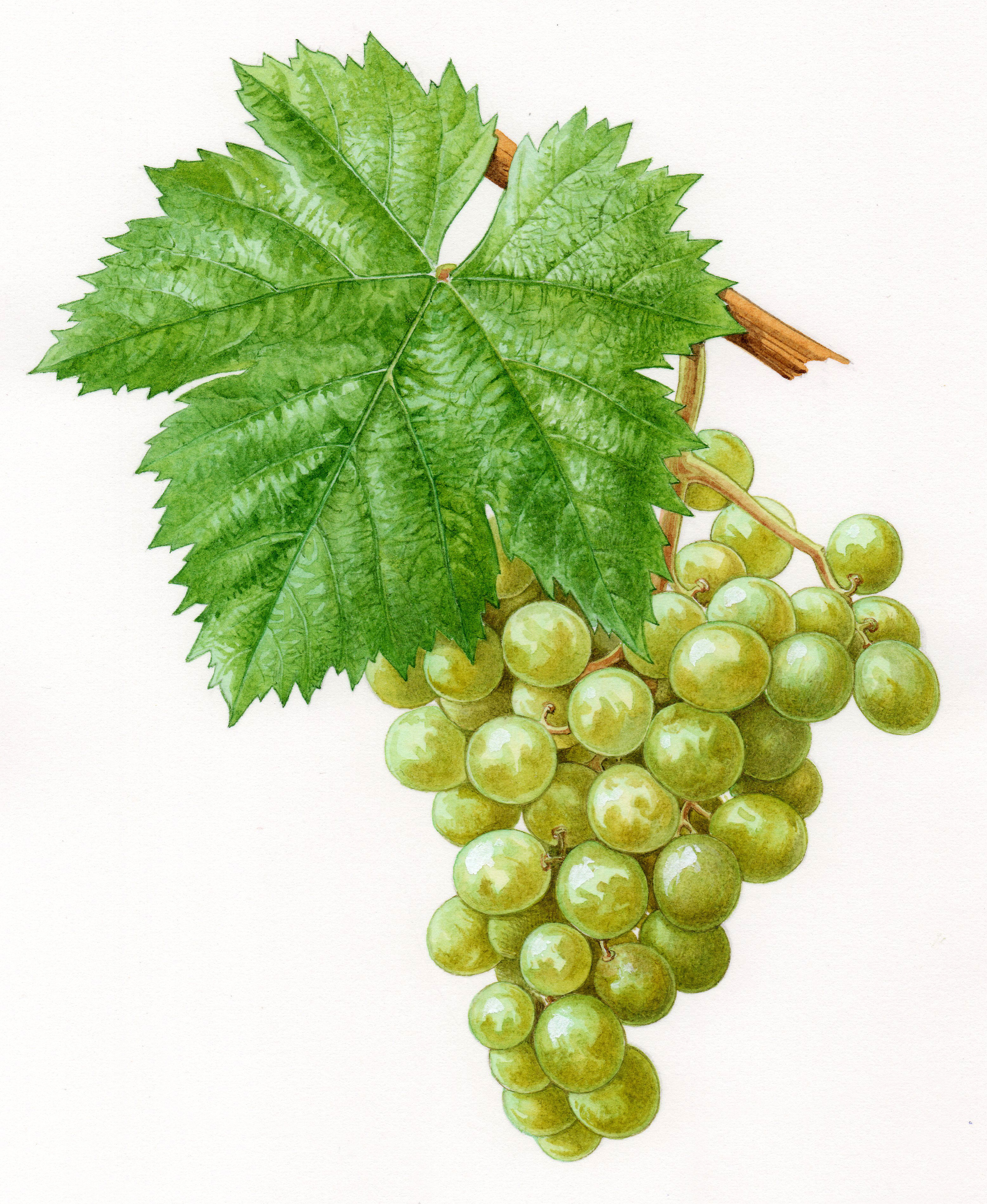
Grappe et feuille de muscat d'Alexandrie.

- Extrémité du jeune rameau duveteux blanc à liseré carminé.
- Jeunes feuilles aranéeuses, à plages bronzées.
- Feuilles adultes à cinq lobes à sinus latéraux supérieurs très étroits, avec un sinus pétilaire en lyre étroits, des dents anguleuses, en deux séries, très étroites, un limbe pubescent

## Aptitudes culturales
La maturité est de troisième époque tardive : 3 semaines et demie après le chasselas.

## Potentiel technologique
Les grappes et les baies sont de taille moyenne. La grappe est cylindrique, longue, étroite et compacte. La chair des baies est ferme, juteuse, très sucrée. Le cépage possède une saveur aromatique musquée. 
C'est un cépage moyennement vigoureux. Il est très sensible à l'oïdium, au mildiou, à la pourriture grise, aux vers de la grappe et aux acariens. Il est remarquablement résistant à la sécheresse.

## Synonymes
Le muscat d'Alexandrie est connu sous les noms de :
- Acherfield's early muscat
- albillo de Toro
- angliko
- Alexander Muskat
- Alexandriai Muskotály
- Alexandriski muscat
- Angliko
- Apostoliatiko
- Argelino
- Augibi Blanc
- Augibi Muscat
- Bowood Muscat
- Broccula
- Charlesworth tokay
- Damaszkuszi muskotály
- Daroczy musko
- Englesiko
- Gerosolimitana Bianca
- Gordo
- Hanepoot (Bezeichnung in Südafrika)
- Hbiqui
- Isidori
- Iskendiriye Misketi
- Jubi
- Kabrija
- Lexia
- Malaga Blanc
- Malakay
- Meski
- moscatel de Alejandria
- moscatel de Chipiona
- moscatel de España
- moscatel de Grano Gordo
- moscatel de Jesus
- moscatel de Lanzarote
- moscatel de Málaga
- moscatel de Samso
- moscatel de Setúbal
- moscatel de Valencia
- moscatel Flamenco
- moscatel Gordo ou moscatel Gordo Blanco
- moscatel Real
- moscatel Roma ou moscatel Romano
- moscatellone
- moscato di Alessandria
- moscato di Calabria
- moscato di Pantelleria
- muscat à gros grains
- muscataiu
- muscat bowood
- muscat d'Espagne
- muscat de Kelibia
- muscat de Raf-Raf
- muscat de Sagunto
- muscat de Salé
- muscat llansa
- muscat romain
- panse musquée
- raisin de Málaga
- raisin du Husaco
- Ryton muscat
- Salamanca
- Salamanna
- Salamonica
- Seralamanna
- Smirnai szagos
- Tamâioasa de Alexandria
- Tottenham Park muscat
- Tynningham muscat
- Uva aceituna
- White Hanepoot
- White musat of Alexandria
- Zibibbo
- Zibibbo de Pantelleria
- Zibibbu di Sicilia

Le Zibibbo de Pantelleria est Patrimoine culturel immatériel de l'humanité.